# IC 4154
IC 4154 је елиптична галаксија у сазвјежђу Береникина коса која се налази на листи објеката дубоког неба у Индекс каталогу.
Деклинација објекта је + 23° 34' 30" а ректасцензија 13h 4m 28,3s. Привидна величина (магнитуда) објекта IC 4154 износи 15,0 а фотографска магнитуда 16,0. IC 4154 је још познат и под ознакама Reiz 3206, PGC 1689776.